# Lucius Volusius Saturninus (consul en 87)
Lucius Volusius Saturninus est un sénateur romain de la fin du Ier siècle, consul éponyme en 87 avec Domitien.

## Biographie
Son père est Quintus Volusius Saturninus, consul éponyme en 56 sous Néron, et il a un frère, Quintus Volusius Saturninus, consul éponyme en 92 aux côtés de Domitien. D'autres membres de sa famille sont consuls sous Auguste.
Il devient consul éponyme en 87 avec l'empereur Domitien,, cinq ans avant son frère.
Il a peut-être un fils, Lucius Volusius Torquatus, consul suffect à une date inconnue, et qui épouse une Licinia Cornelia.